# Chuck Norris Facts

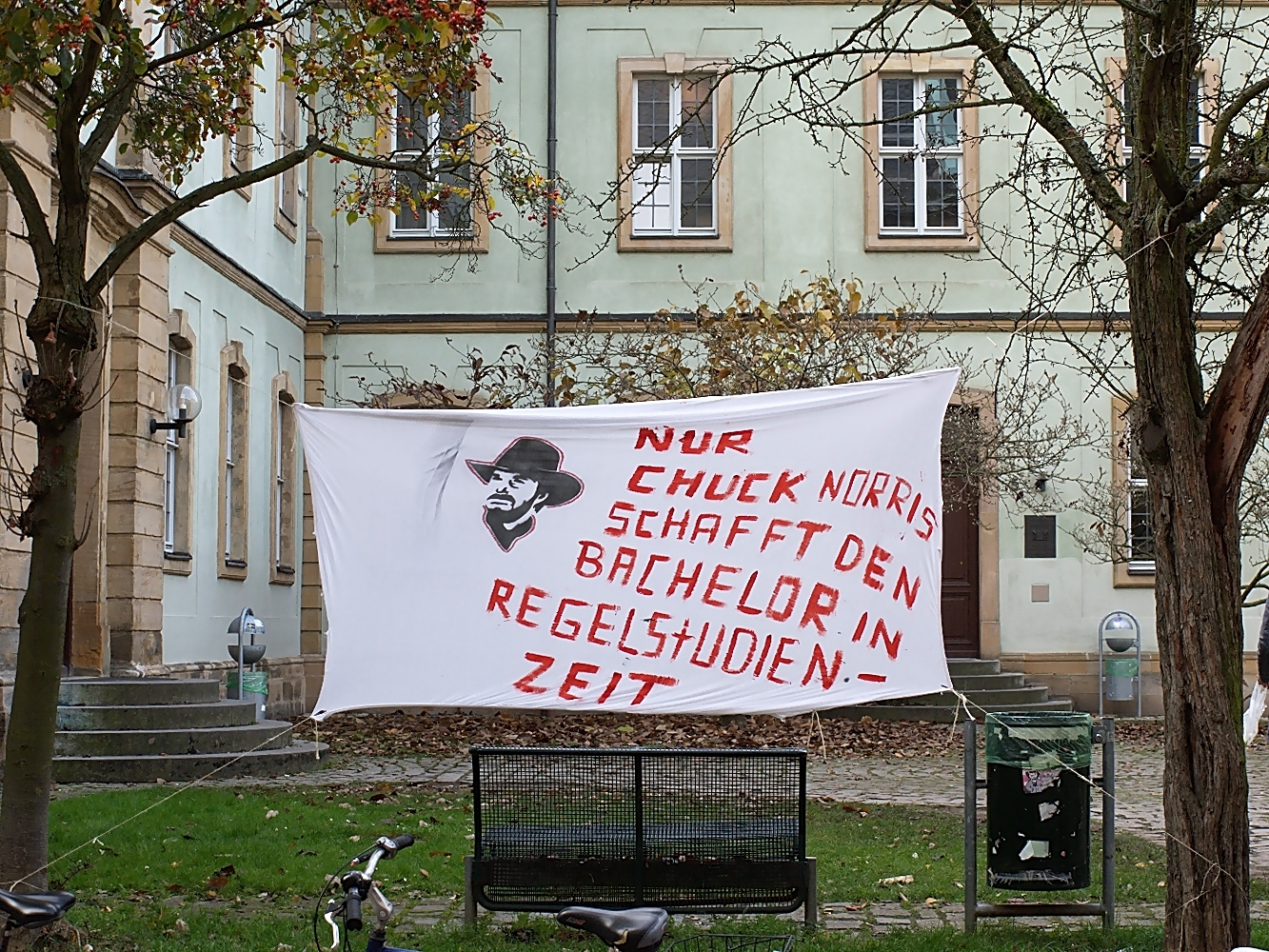
Auf Chuck Norris Facts anspielendes Protestbanner während der Studentenproteste 2009 an der Otto-Friedrich-Universität Bamberg

Chuck Norris Facts (Deutsch: Fakten über Chuck Norris), im deutschen Sprachraum auch Chuck-Norris-Witze genannt, sind ein Internet-Phänomen und Teil der Netzkultur. Diese „Fakten“ beziehen sich auf den US-amerikanischen Kampfkünstler und Schauspieler Chuck Norris. Sie übertreiben und persiflieren die Härte, Stärke, Männlichkeit und Fähigkeiten der von Chuck Norris dargestellten Figuren.

## Hintergrund
Erste Chuck-Norris-Witze traten Anfang 2005 in IRC und verschiedenen Internetforen auf. Conan O’Briens Witze über Chuck Norris in seiner Late-Night-Show – die sich hauptsächlich auf dessen Hauptrolle in Walker, Texas Ranger bezogen – werden als Inspiration für diese Erscheinung gesehen. Populär wurden Chuck Norris Facts schließlich ab Sommer 2005 durch den Chuck Norris Fact Generator, dem weniger erfolgreiche Sammlungen angeblicher Fakten über Vin Diesel und Bob Saget vorausgegangen waren.
Mittlerweile folgten weitere „Fakten“ über andere Schauspieler sowie den Fernsehserienprotagonisten Jack Bauer. In Indien sind ähnliche Witze als Rajinikanth facts oder Rajinikanth jokes über den Schauspieler Rajinikanth verbreitet und oft von Chuck-Norris-Witzen abgeleitet. Beispiele in Deutschland sind die „Fakten“ über den Fußballspieler Hans Sarpei, die sich vor allem über das soziale Netzwerk Facebook verbreiteten.

## Reaktionen von Chuck Norris
Chuck Norris selbst reagierte auf seiner eigenen Website überrascht und geschmeichelt von der Aufmerksamkeit. Obwohl er sagte, dass er einige dieser „Fakten“ durchaus amüsant finde, versuche er, sie nicht ernst zu nehmen, und hoffe, dass dadurch mehr Menschen Interesse an den echten Fakten bekämen. In seiner ersten Internetkolumne im Oktober 2006 fügte er noch weitere Aspekte hinzu: Er lehne es ab, mit Gott verglichen zu werden. Gott habe die Menschen nach seinem Ebenbild erschaffen, die Evolutionstheorie sei nicht wahr. Ende 2006 drehte Norris einen Werbefilm für Mountain Dew in Anlehnung an diese „Fakten“. Im Vorwahlkampf des ehemaligen Gouverneurs von Arkansas, Mike Huckabee, um die Position des republikanischen Präsidentschaftskandidaten für die Wahl 2008 trat Norris in einigen „HuckChuckFacts“ genannten Wahlkampfspots auf, in denen bekannte „Facts“ als Wahlwerbung für Huckabee Verwendung finden. Während Norris Argumente für die Wahl Huckabees nennt, nennt Huckabee bekannte Chuck Norris Facts.

## Beispiele
- Wenn Chuck Norris ins Wasser fällt, wird er nicht nass. Das Wasser wird Chuck Norris.
- Das Universum dehnt sich nicht aus; es läuft vor Chuck Norris davon.
- Chuck Norris hat bis Unendlich gezählt. Zweimal. Und was die meisten nicht wissen: Er hat bei minus unendlich angefangen.
- Chuck Norris kann gar nicht fliegen. Er tut es trotzdem.
- Chuck Norris trinkt aus der Wasserleitung. Auf ex.